# Extra Rosa
Extra Rosa fue un programa de televisión emitido por la cadena española Antena 3 en 1997-1998.

## Formato
Espacio dirigido sobre todo a abordar noticias de actualidad rosa y crónica social, con reportajes, entrevistas y tertulias.

## Historia
Emitido en horario de tarde de lunes a viernes. Inicialmente presentado por el tándem formado por las periodistas Ana Rosa Quintana y Rosa Villacastín, a mediados de 1998, la primera abandonó el programa para ponerse al frente de Sabor a ti, que además ocupó la misma franja horaria, desplazando a Extra Rosa, ya con una sola presentadora a una emisión también diaria a las 20 horas desde el 14 de septiembre de 1998, y hasta su cancelación.

## Colaboradores
Entre los colaboradores habituales figuraban: 
- Jorge Javier Vázquez (1997 - 1998)
- Carmen Rico Godoy (1997 - 1998)
- José Luis de Vilallonga (1997 - 1998)
- Nati Abascal (1997 - 1998)
- Tico Medina (1997 - 1998)

## Audiencias
En la primera mitad de 1998, el espacio alcanzó el 21% de cuota de pantalla. Con el cambio de horario en septiembre-octubre de 1998 descendió al 16%, lo que precipitó su retirada.